# Gagea brevistolonifera
Gagea brevistolonifera är en liljeväxtart som beskrevs av Igor Germanovich Levichev. Gagea brevistolonifera ingår i Vårlökssläktet och i familjen liljeväxter. Inga underarter finns listade.